# Brauerei De Leeuw

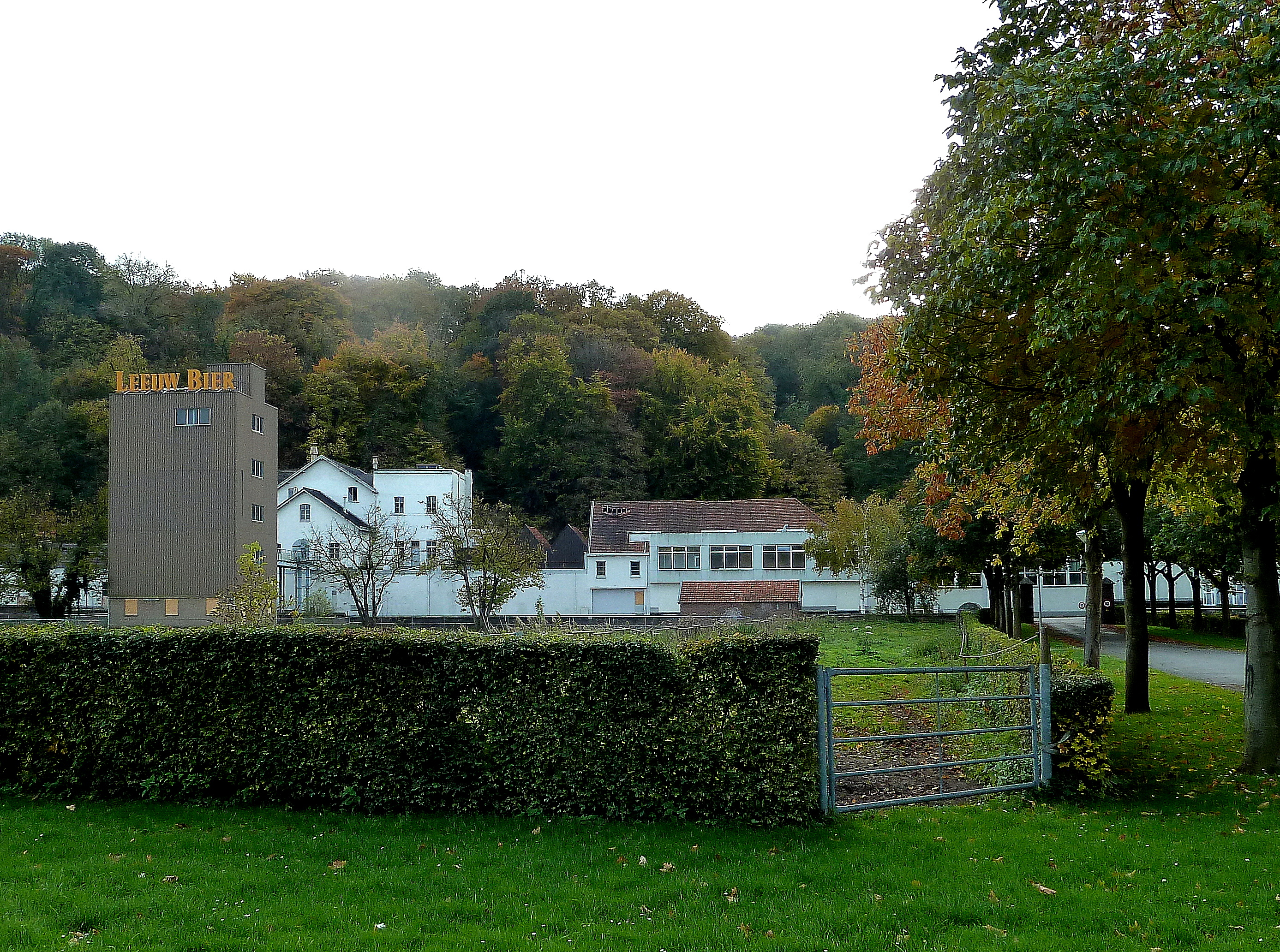
Brauerei De Leeuw, Valkenburg 2010 (vor dem Umbau)

Die Brauerei De Leeuw (niederländisch Brouwerij De Leeuw) war ein Unternehmen im Ortsteil Houthem der niederländischen Gemeinde Valkenburg aan de Geul in der Provinz Limburg. Sie ging 1920 aus der Liquidationsmasse der dort ab 1887 ansässigen Filiale der „Aachener Exportbier Brauerei Dittmann & Sauerländer AG“ hervor und wurde ihrerseits im Jahr 2000 von der belgischen Brauerei Haacht übernommen. Fünf Jahre später wurde die Produktion in Valkenburg eingestellt, lediglich ein Verkaufsbüro verblieb am Ort. Nach der Übernahme durch die Gemeinde und zwischenzeitlicher Nutzung als kleinere Stadtbrauerei für Spezialbiere wurde das Areal ab 2019 zu einem Freizeitpark mit Ferienwohnungen umgebaut.

## Geschichte

### Aachener Exportbier-Brauerei Dittmann & Sauerländer AG

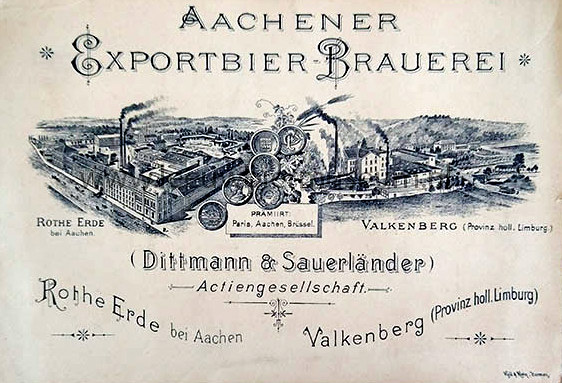
Brauerei-Postkarte von 1907

Heinrich Wilhelm Dittmann (1842–1934), Sohn von Caspar Dittmann, stammte aus einer Familie, die seit Generationen als Brauer in Wiesentheid im Landkreis Kitzingen ansässig waren. Ebenso wie bereits 1850 seine Verwandten Johann und Georg Dittmann (Brüder oder Vettern), die um diese Zeit nach Dortmund gezogen waren und sich 1865 mit ihrer Brauerei Dittmann im westfälischen Langenberg selbstständig gemacht hatten, zog auch Heinrich Dittmann in den 1860er-Jahren zunächst nach Dortmund, wo er ebenfalls als Bierbrauer tätig wurde. Dort lernte er Louise Starke (1851–1876) kennen und sie heirateten 1871.
Noch im gleichen Jahr wechselte er nach Aachen und gründete im Stadtteil Rothe Erde eine Brauerei, die in Lizenz ein Dortmunder Bier braute und als Exportbier für die überseeischen Kontinente vertrieb. Zusammen mit seinem neuen Partner Ludwig Sauerländer firmierte sein Unternehmen ab 1875 als Dortmunder Bier-Brauerei Dittmann & Sauerländer (in Rothe Erde), ab 1881 als Dortmunder Brauhaus Dittmann & Sauerländer. Zur technischen Unterstützung schaffte das Unternehmen 1883 eine erste Dampfmaschine von der Maschinenfabrik Augsburg an, die 1887 mit einer zweiten von der Sächsischen Maschinenfabrik ergänzt wurde.
Nachdem sich in der Zwischenzeit Schwierigkeiten beim Handel und mit dem Zoll über die niederländischen Seehäfen ergeben hatten, entschloss sich die Aachener Geschäftsführung im Jahr 1886 dazu, eine Niederlassung im niederländischen Valkenburg aan de Geul einzurichten, wo sie im Ortsteil Houthem die 1820 erbaute vormalige Pulvermühle günstig erwerben konnte. Am 11. Januar 1887 erteilte der Gemeinderat von Houthem den Unternehmern die Genehmigung. Die Niederlassung firmierte als De Valkenburgsche Leeuwenbrouwerij, Dittmann & Sauerländer Actiën-Maatschappij, benannt nach dem Hauptprodukt „Löwenbier“, einem Bier nach Pilsener Brauart. Der Aachener Betrieb wurde im Juni 1887 in eine Aktiengesellschaft umgewandelt, die Aachener Exportbier-Brauerei Dittmann & Sauerländer AG. Zweck der Gesellschaft war die Fortführung der Geschäfte der bisherigen oHG Aachener Exportbier-Brauerei, Dittmann & Sauerländer zu Rothe Erde. Das Grundkapital betrug 3.250.000 ℳ (entspricht heute etwa 28.000.000 EUR) in 3.250 Aktien zu je 1000 ℳ.
In diesen Anfangsjahren liefen sowohl im Aachener Stammhaus als auch in der niederländischen Filiale die Geschäfte sehr erfolgreich und die Brauereiprodukte wurden auf verschiedenen Gewerbeausstellungen unter anderem in Paris (1883, Goldmedaille für das „Vienna Lagerbeer“), Aachen (1887), Brüssel (1888, Ehrendiplom für das „Drei-Kaiser-Bier“, gebraut anlässlich des Dreikaiserjahres) und Batavia (1893) mit Gold- oder Silbermedaillen prämiert.
In Aachen wurde am 1. November 1897 die Brauerei von Jean Stump aus Aachen-Forst für rund 432.000 Mark angekauft und in eine Malzfabrik umgewandelt. Zugleich konzentrierte sich die Geschäftsleitung in Valkenburg hauptsächlich auf den nationalen niederländischen Markt, weil mittlerweile der Transport nach Übersee immer teurer und die Konkurrenz immer stärker geworden war. Im Jahr 1906 waren nur noch etwa 50 % des Biers für den Export bestimmt, die Tendenz war weiter fallend. Durch die Umstellung der Verkaufsstrategie konnte der Gesamtumsatz in den Niederlanden stabil gehalten werden. Im Jahr 1909 wurde dem aus Houthem stammenden Ferdinand Frijs ihre Leitung übertragen. Er war bestrebt, die niederländische Filiale von der Muttergesellschaft in Aachen immer unabhängiger zu machen. Im gleichen Jahr übernahm Ludwig Sauerländer, der von 1893 bis 1897 in der Valkenburger Filiale als Direktor gewirkt hatte, die Muttergesellschaft in Aachen.
Allmählich wurde die Brauerei in Valkenburg sogar profitabler als die Muttergesellschaft, was für diese weitreichende Folgen hatte. Die jährliche Produktion in Aachen schwankte 1905–1913 zwischen 51.000 hl und 65.000 hl. Sauerländer konnte die Zentrale noch einige Jahre halten, doch die Krisenzeiten vor dem, während des und nach dem Ersten Weltkrieg führten zum Ende: Die Gesellschaftsversammlung vom 18. März 1920 beschloss die Liquidation der Aachener Exportbier-Brauerei Dittmann & Sauerländer AG – offensichtlich einigermaßen rechtzeitig, denn den Aktionären konnten immerhin 107 % des Aktiennennwerts ausbezahlt werden. Die Schlussrechnung wurde am 11. März 1922 präsentiert, am 10. Mai 1922 erfolgte die offizielle Löschung aus dem Handelsregister. Die Niederlassung in Valkenburg wurde mit neuen Eigentümern und unter neuer Firma als eigenständiger Betrieb fortgeführt.

### Brauerei De Leeuw

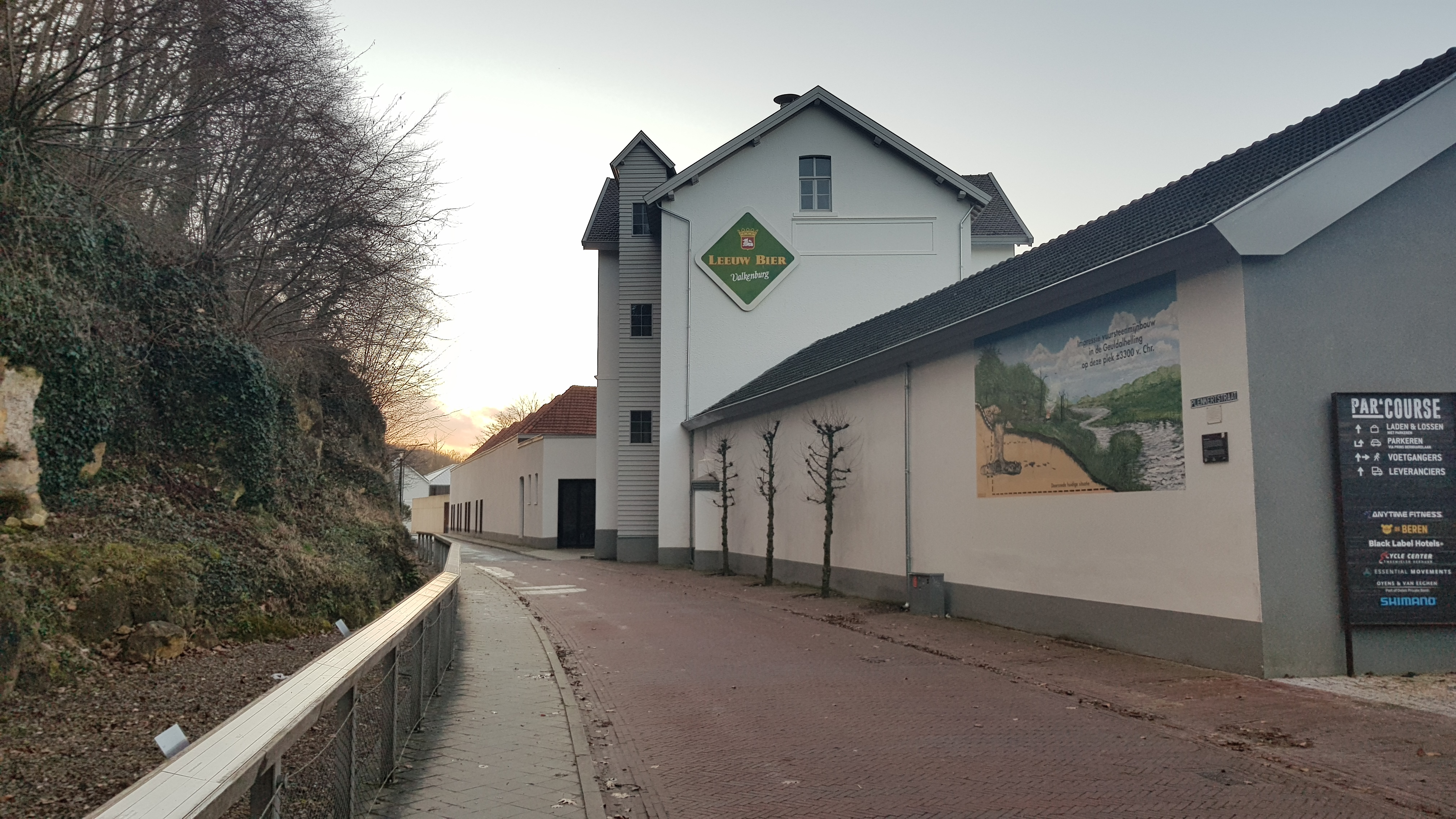
Ehemaliges Verwaltungsgebäude Brauerei De Leeuw

Nachdem bereits 1919 dem Braumeister Frans Smeets die Leitung der Valkenburger Filiale übertragen worden war, übernahm er sie nach der Insolvenz des Mutterkonzerns als Eigentümer und firmierte ab 1921 in Verknüpfung zum früheren Filialnamen als N.V. Bierbrouwerij de Leeuw.
Unter seiner Führung wurde De Leeuw stetig weiter ausgebaut und der Jahresabsatz konnte von 14.172 Hektoliter (hl) im Jahr 1921 auf 24.307 hl im Jahr 1930 gesteigert werden. Nach Smeets Tod im Jahr 1932 wurde mit Jan Philips und Paul Chambille, beide Nachkommen einer Maastrichter Brauereifamilie, eine Doppelspitze eingesetzt. Unter ihrer Führung entstand ein Neubau mit Büro-, Labor-, Empfangs- und Archivräumen sowie Werkstätten mit Lagern und einer Automobilgarage. Sie konnten den Brauereibetrieb trotz Umsatzschwierigkeiten wegen Rohstoffmangels zu Beginn des Zweiten Weltkriegs, eines Schadens infolge der Sprengung der benachbarten Geulbrücke durch die sich zurückziehende Deutsche Wehrmacht sowie eines Großfeuers durch einen von einem Kampfflugzeug herabgefallenen Gastank weitestgehend aufrechterhalten. In den Nachkriegsjahren ließ dann ein nachlassender Bierkonsum den Umsatz bis 1953 auf rund 17.319 hl schrumpfen.
Am 1. Mai 1958 übernahm mit Haïs Chambille, dem Sohn von Paul Chambille, und Jan Scheurs die nächste Generation die Betriebsleitung der Brauerei. Zunehmender Wohlstand in der Bevölkerung ließ die Produktion nun wieder stetig steigen und die Brauerei De Leeuw konnte ihren Absatz von unter 30.000 hl im Jahr 1960 auf 44.000 hl im Jahr 1964 steigern, womit sie sich zu einer der größten Brauereien in Niederländisch-Limburg entwickelte. Besonders beliebt waren Lager und Pilsener Bier, aber auch neue Produkte präsentierten sich als Verkaufsschlager wie beispielsweise Super Leeuw, das bei der europäischen Bierolympiade 1962 mit der Goldmedaille ausgezeichnet wurde, oder Valkenburgs Wit, eines der ersten Weißbiere der Niederlande, oder Venloosch Alt, das erste niederländische Altbier. Mittlerweile erzielte De Leeuw auch einen größeren Umsatz in den Gastronomiebetrieben außerhalb Limburgs, wodurch sich die Absatzzahlen von 67.628 hl im Jahr 1978 auf rund 150.000 hl im Jahr 1995 noch steigern ließen.
Das hundertjährige Jubiläum der Gründung der Valkenburger Brauerei und ehemaligen Aachener Filiale wurde 1986 unter dem neuen Leiter Paul Janssen, der 1983 dem 1979 verstorbenen Jan Scheurs und dem anschließenden Kurzzeitdirektor Hans Tax gefolgt war, mit der Einführung eines Spezialpilseners mit dem Namen Jubileeuw gefeiert.
1986 ging De Leeuw mit dem Discounter Aldi einen Vertrag ein, mit dem sie sich verpflichteten, in den Aldi-Läden die Eigenmarke Leeuwpils unter dem Namen Karlsquell zu verkaufen. Doch der Druck, dieses Bier im Niedrigpreissegment anzubieten, erwies sich als nicht gewinnbringend und die Brauerei geriet in wirtschaftliche Schwierigkeiten. Daraufhin wurde der Vertrag mit Aldi gekündigt, was zusätzlich zu einem Einbruch der Absatzmengen auf unter 90.000 hl führte. Infolgedessen bot Anfang des Jahres 2000 die belgische Großbrauerei Haacht der Brauerei De Leeuw eine Übernahme an, die im März 2000 mit der Garantie vollzogen wurde, die Produktion und die Arbeitsplätze bis auf Weiteres in Valkenburg aufrechtzuerhalten. Jedoch erwies sich das für Haacht auf Dauer als zu kostspielig und damit unattraktiv, man verlegte im Jahr 2005 die Herstellung der meisten De-Leeuw-Biere und des Leeuw Oud Bruin in das belgische Stammhaus und löste die Filiale auf.

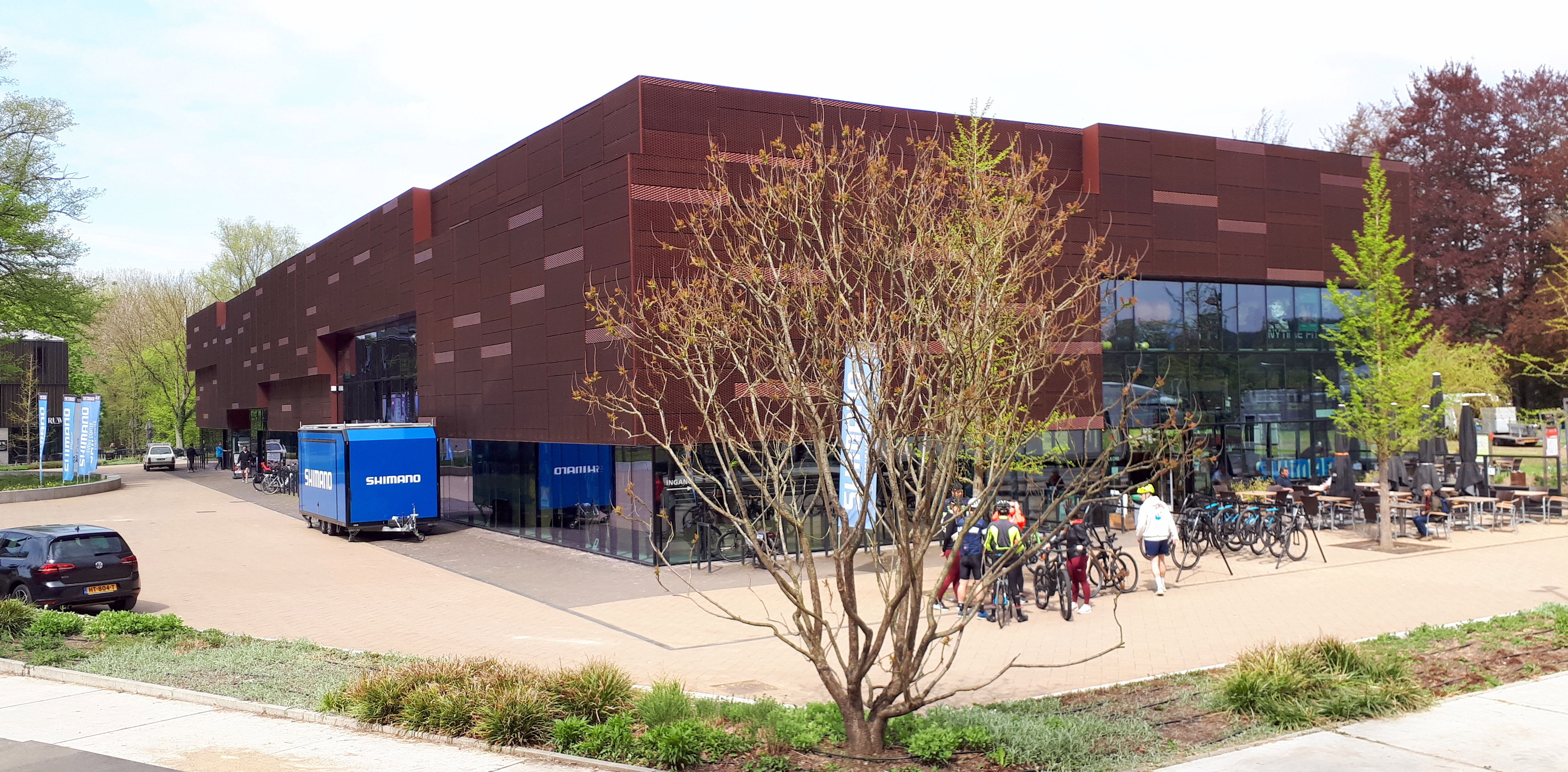
Erlebniszentrum Par’Course mit dem Shimano Experience Center

Die Produktionsstätte in Valkenburg wurde anschließend bis 2019 von der Gemeinde als kleine touristische Stadtbrauerei für die Produktion von Spezialbieren genutzt. Danach wurde das vormalige Brauereigelände endgültig abgewickelt und mit dem neu eingerichteten Erlebniszentrum Par’Course mit Gastronomie, dem Shimano Experience Center sowie dem Valkenburger Mercure-Hotel touristisch neu angelegt.

## Produkte (Auswahl)

### Frühe Marken
- Dittmann’s Vienna Lagerbeer, Goldmedaille Paris 1883
- Drei-Kaiser-Bier, Ehrendiplom Brüssel 1888
- Salvatorbeer Donker, 1895
- Aachener Export Bockbier
- Münchener aus der Aachener Exportbier-Brauerei
- Deutsches Exportbier
- Lichtes (helles) Exportbier
- Aechtes Exportbier

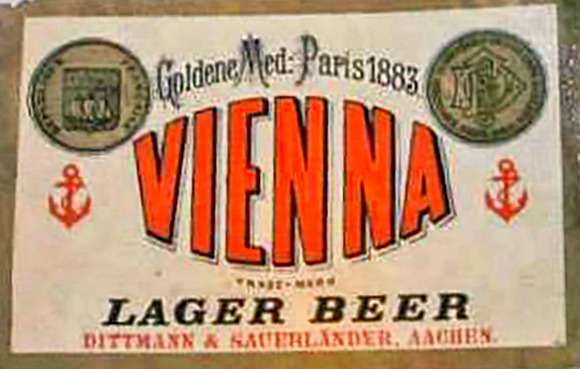
Vienna Lagerbier
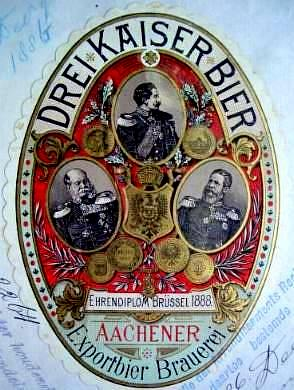
Drei-Kaiser-Bier
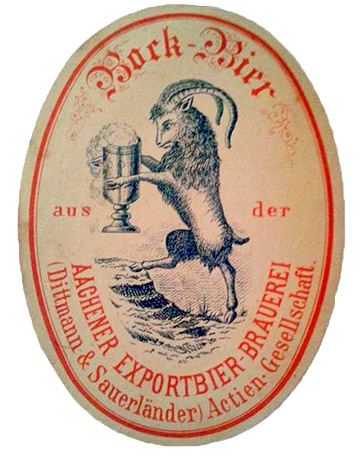
Aachener Export-Bockbier
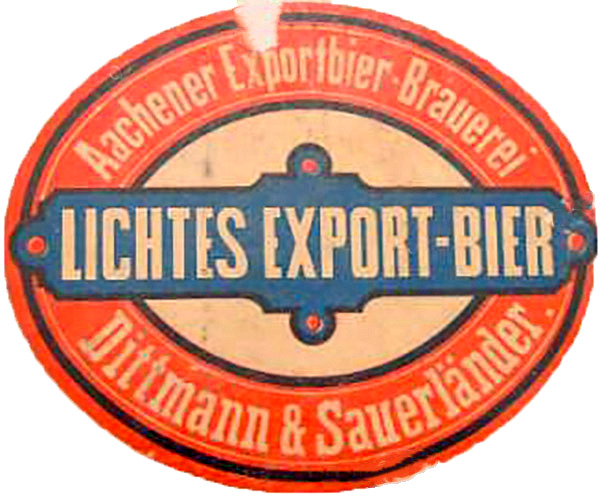
Lichtes (helles) Exportbier
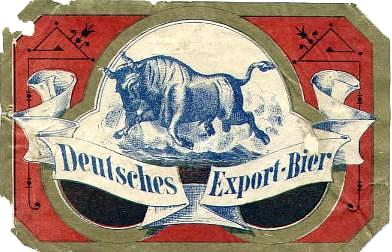
Deutsches Exportbier
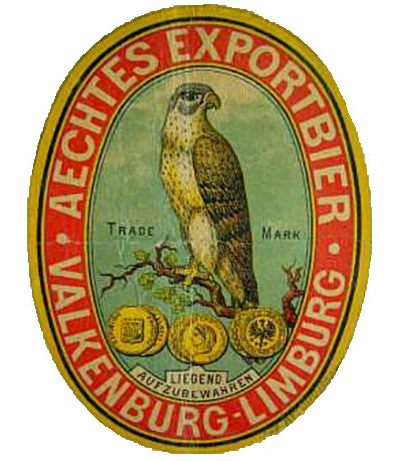
Aechtes Exportbier

### De Leeuw, Valkenburg

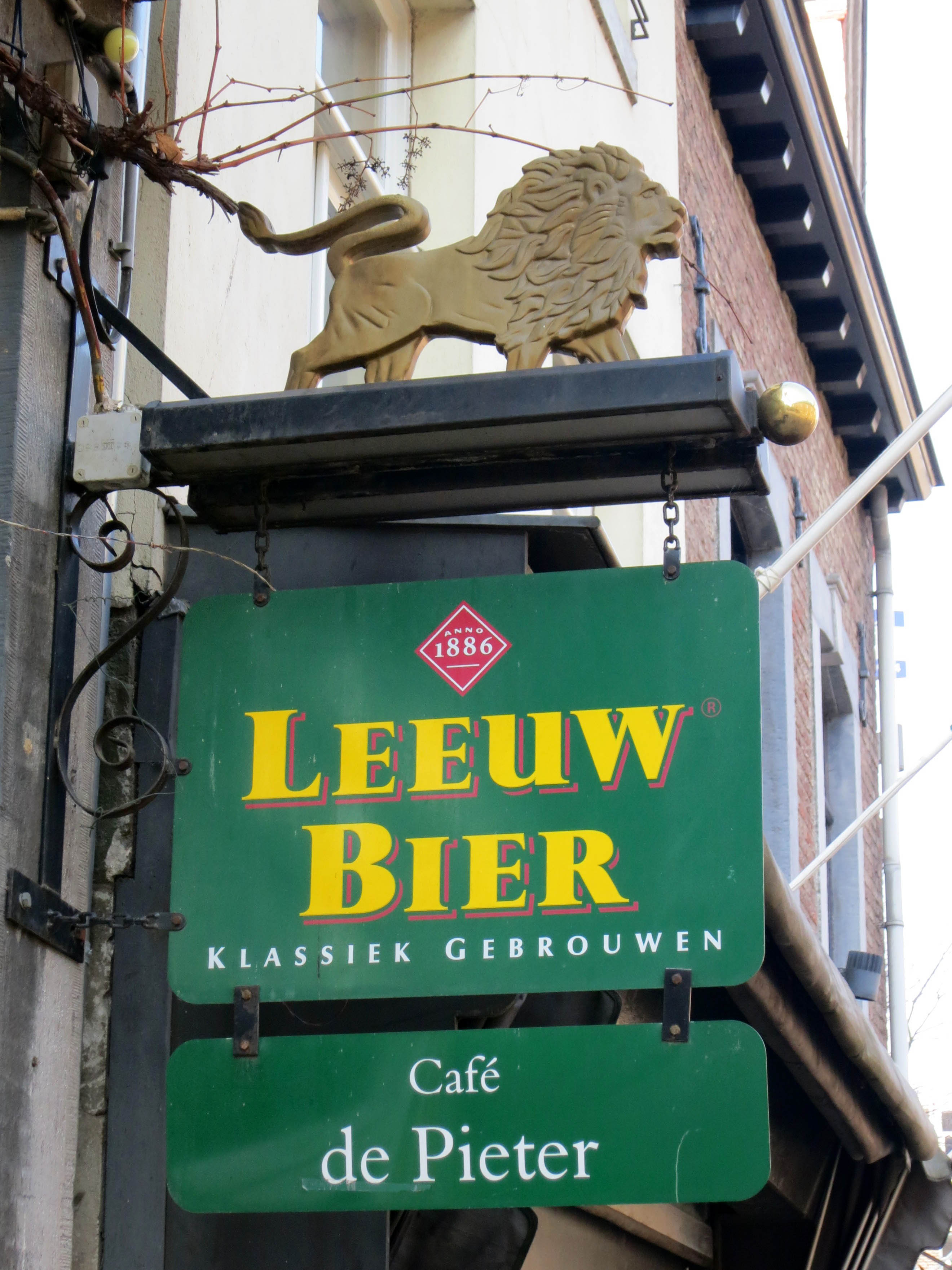
Werbetafel

- Cap Pilsener: 5 Vol.-% Alkoholgehalt; Flaschenbier; gebraut bis 1988
- City Pilsener: 5 Vol.-%;
- Jubileeuw: 5 Vol.-%; 12, 2 °P Stammwürze; Gelegenheitsbier; 1986–1996
- Karlsquell Premium: 5 Vol.-%, 11,7 °P; Etikettbier für Aldi-Vertrieb; 1987–2002
- Karlsquell Witte: 4,5 Vol.-%; 11,6 °P; Etikettbier für Aldi-Vertrieb, 1994–2002
- Leeuw Bockbier: 6,5 Vol.-%; 17,0 °P; dunkles Bockbier; 1982–1999
- Leeuw Dortmunder: 5,9 Vol.-%; 13,5 °P; ab 1997, Ersatz für Leeuw Super Leeuw
- Leeuw Meibock: 6,8 Vol.-%; 16 °P; 1997–1999
- Leeuw Najaarsbock: 6,5 Vol.-%; 16,3 °P; 2000–2005
- Leeuw Oud Bruin: 3,5 Vol.-%; 8,5 °P; Flaschenbier; bis 1996 als Leeuw Donker Bier verkauft
- Leeuw Pilsener: 5 Vol.-%; 11,7 °P;
- Leeuw Super Leeuw: 5,9 Vol.-%; 13,5 °P; bis 1997, ersetzt durch Leeuw Dortmunder
- Leeuw Valkenburgs Wit Bier: 4,5 Vol.-%; 11,6 °P; Weißbier seit 1991
- Leeuw Voorjaarsbock Bier: 6,5 Vol.-%; 16 °P; 2000–2002
- Leeuw WinterWit Bier: 5,8 Vol.-%; helles Winter-Weißbier; 1996–2000
- Pitz Pils: 5 Vol.-%; bis 1988
- Venloosch Alt: 4,5 Vol.-%; 11,6 °P; Altbier; 1983–2001